# Miklós Pálffy
Miklós Pálffy de Erdőd (Presburgo, 1º marzo 1657 – Presburgo, 20 febbraio 1732) è stato un militare ungherese.
Fu conte palatino d'Ungheria dal 1714 al 1732.

## Biografia
Miklós era il figlio primogenito del conte Miklós Pálffy de Erdőd (1619–1679) e di sua moglie, Maria Eleonora von Harrach zu Rohrau (1634–1693). Per parte di suo padre era nipote di Miklós Pálffy, celebre condottiero nelle guerre contro gli ottomani nel XVI secolo e pronipote di Pál Pálffy, già conte palatino d'Ungheria, mentre per parte di sua madre era pronipote dei generali imperiali Giovanni Ulrico di Eggenberg e Karl von Harrach. János Pálffy era suo fratello minore.
Come suo padre, Miklós entrò volontariamente nell'esercito imperiale, riuscendo a distinguersi già prima del 1683, anno in cui prese parte trionfalmente alla difesa di Vienna durante l'assedio dei Turchi. Per i suoi successi militari, nel 1687 gli venne affidato il comando della fortezza di Esztergom.
Nel 1688, sotto il comando dell'elettore Massimiliano II Emanuele di Baviera, combatté nell'assedio di Belgrado (1688) facendo indietreggiare coi suoi cavalieri gli ottomani e costringendoli a lasciare il controllo delle prime trincee. Combatté quindi nella battaglia di Batočina (Patačin) ed in quella di Niš. Pálffy venne creato nel 1690 generale e nuovamente in quell'anno prestò servizio nei combattimenti a Belgrado e nel 1691 nella battaglia di Slankamen, nei pressi di Petrovaradino. Nel 1692 venne nominato feldmaresciallo luogotenente e comandante a Košice, nel 1693 divenne ciambellano dell'Obristland in Ungheria, nel 1694 capitano del castello di Presburgo. Nel 1700 venne ammesso come consigliere privato dell'imperatore e dal 1701 venne nominato colonnello comandante della guardia imperiale a piedi, venendo ammesso nel 1711 all'Ordine del Toson d'Oro ed ottenendo il grado di feldmaresciallo imperiale nel 1718.
Amico personale del principe Eugenio di Savoia, durante questo lungo periodo di servizio militare, il conte Pálffy riuscì ripetutamente a vincere contro i Turchi, assicurandosi ad ogni modo di non far mancare le risorse necessarie all'Ungheria, supportato in questo dal cardinale arcivescovo di Kalocsa Imre Csáky, col quale fu tra i più fervidi sostenitori della prammatica sanzione al parlamento di Presburgo il 30 giugno 1722.
Morì il 20 febbraio 1732 a Presburgo.

## Matrimonio e figli
Sposò nell'ottobre del 1680 la contessa Katharina Elisabeth von und zu Weichs (m. 1724) dalla quale ebbe :
- Lipót József Ignác Kálmán (1681–1720), generale austriaco e padre di Miklós, erede della casata
- Mária Erzsébet Filippina Borbála, (1681–1732), sposò Karl Cajetan de Longueval, conte di Bocquoy
- Eleonóra Mária Teréz Bonaventura, (1682–1729), sposò Franz Anton von Abensberg und Traun
- János József Antal Prosper (1685–1716), ucciso nella battaglia di Petrovaradino
- Ferenc Rudolf Lõrinc (1686–1735)
- Károly József Miklós Rochus (1687–1720)
- Ferenc Henrik Antal (1688–1689)
- Karolina Anna Dorottya (1689–1759), sposò Karl Ludwig von Roggendorf
- Ferdinánd Vilmos Zsigmond, (1690–1694)
- Lajos, (1692–1693)
- Mária Anna Ernesztina Karolina (1693–1761), sposò Joseph Johann Franz Anton Ungnad, conte di Weissenwolf

## Ascendenza
|                                           |                                       |                                              | Genitori                                   |  |  | Nonni |  |  | Bisnonni               |  |  | Trisnonni             |  |
|                                           |                                       |                                              |                                            |  |  |       |  |  | Miklós Pálffy de Erdőd |  |  | Peter Pálffy de Erdőd |  |
|                                           |                                       |                                              |                                            |  |  |       |  |  | Miklós Pálffy de Erdőd |  |  | Peter Pálffy de Erdőd |  |
|                                           |                                       | Zsófia Dersffy de Szerdahely                 |                                            |  |  |       |  |  | Miklós Pálffy de Erdőd |  |  |                       |  |
| István Pálffy de Erdőd                    |                                       |                                              |                                            |  |  |       |  |  | Miklós Pálffy de Erdőd |  |  |                       |  |
|                                           |                                       | Maria Magdalena Fugger-Kirchberg-Weissenhorn | Marcus Fugger-Kirchberg-Weissenhorn        |  |  |       |  |  |                        |  |  |                       |  |
|                                           |                                       | Maria Magdalena Fugger-Kirchberg-Weissenhorn | Marcus Fugger-Kirchberg-Weissenhorn        |  |  |       |  |  |                        |  |  |                       |  |
|                                           |                                       | Maria Magdalena Fugger-Kirchberg-Weissenhorn | Sybilla von Eberstein                      |  |  |       |  |  |                        |  |  |                       |  |
| Miklós Pálffy de Erdőd                    |                                       | Maria Magdalena Fugger-Kirchberg-Weissenhorn |                                            |  |  |       |  |  |                        |  |  |                       |  |
|                                           |                                       | Pilgram VI von Puchheim-Heidenreichstein     | Johannes VII von Puchheim-Heidenreichstein |  |  |       |  |  |                        |  |  |                       |  |
|                                           |                                       | Pilgram VI von Puchheim-Heidenreichstein     | Johannes VII von Puchheim-Heidenreichstein |  |  |       |  |  |                        |  |  |                       |  |
|                                           |                                       | Pilgram VI von Puchheim-Heidenreichstein     | Anna von Plankenstein-Neuburg              |  |  |       |  |  |                        |  |  |                       |  |
| Eva Susanna von Puchheim-Heidenreichstein |                                       | Pilgram VI von Puchheim-Heidenreichstein     |                                            |  |  |       |  |  |                        |  |  |                       |  |
|                                           |                                       | Sophia Shirmer von Soss                      | Johann Shirmer von Soss                    |  |  |       |  |  |                        |  |  |                       |  |
|                                           |                                       | Sophia Shirmer von Soss                      | Johann Shirmer von Soss                    |  |  |       |  |  |                        |  |  |                       |  |
|                                           |                                       | Sophia Shirmer von Soss                      | …                                          |  |  |       |  |  |                        |  |  |                       |  |
| Miklós Pálffy de Erdőd                    |                                       | Sophia Shirmer von Soss                      |                                            |  |  |       |  |  |                        |  |  |                       |  |
|                                           | Karl I Bernhard von Harrach zu Rohrau | Leonhard V von Harrach zu Rohrau             |                                            |  |  |       |  |  |                        |  |  |                       |  |
|                                           | Karl I Bernhard von Harrach zu Rohrau | Leonhard V von Harrach zu Rohrau             |                                            |  |  |       |  |  |                        |  |  |                       |  |
|                                           | Karl I Bernhard von Harrach zu Rohrau | Maria Jakobea von Hohenzollern               |                                            |  |  |       |  |  |                        |  |  |                       |  |
| Karl Leonhard I von Harrach zu Rohrau     | Karl I Bernhard von Harrach zu Rohrau |                                              |                                            |  |  |       |  |  |                        |  |  |                       |  |
|                                           |                                       | Maria Elisabeth von Schrattenbach            | Maximilian von Schrattenbach               |  |  |       |  |  |                        |  |  |                       |  |
|                                           |                                       | Maria Elisabeth von Schrattenbach            | Maximilian von Schrattenbach               |  |  |       |  |  |                        |  |  |                       |  |
|                                           |                                       | Maria Elisabeth von Schrattenbach            | Anna Grasswein                             |  |  |       |  |  |                        |  |  |                       |  |
| Maria Eleonora von Harrach zu Rohrau      |                                       | Maria Elisabeth von Schrattenbach            |                                            |  |  |       |  |  |                        |  |  |                       |  |
|                                           |                                       | Johann Ulrich von Eggenberg                  | Seyfried von Eggenberg                     |  |  |       |  |  |                        |  |  |                       |  |
|                                           |                                       | Johann Ulrich von Eggenberg                  | Seyfried von Eggenberg                     |  |  |       |  |  |                        |  |  |                       |  |
|                                           |                                       | Johann Ulrich von Eggenberg                  | Anna Benigna Galler von Schwamberg         |  |  |       |  |  |                        |  |  |                       |  |
| Maria Franziska von Eggenberg             |                                       | Johann Ulrich von Eggenberg                  |                                            |  |  |       |  |  |                        |  |  |                       |  |
|                                           |                                       | Sidonia Maria von Thannhausen                | Johann Konrad von Thannhausen              |  |  |       |  |  |                        |  |  |                       |  |
|                                           |                                       | Sidonia Maria von Thannhausen                | Johann Konrad von Thannhausen              |  |  |       |  |  |                        |  |  |                       |  |
|                                           |                                       | Sidonia Maria von Thannhausen                | Barbara Dorothea von Teuffenbach           |  |  |       |  |  |                        |  |  |                       |  |
|                                           |                                       | Sidonia Maria von Thannhausen                |                                            |  |  |       |  |  |                        |  |  |                       |  |